# Invasão das Ilhas Curilas
A invasão das Ilhas Curilas, (Курильская десантная операция em russo) foi a operação militar da Segunda Guerra Mundial para capturar as Ilhas Curilas ao Japão em 1945. A operação fazia parte da ofensiva Operação Tempestade de Agosto, e foi decidida quando os planos para chegar a Hokkaido foram abandonados. O sucesso das operações militares do Exército Soviético na Manchúria e Invasão do Sul da Sacalina criaram os pré-requisitos necessários para a invasão das Ilhas Curilas.

## Batalha
A operação teve lugar entre 18 de Agosto e 1 de Setembro.
A 23 de Agosto, a rendição das guarnições japonesas com uma força de vinte mil homens estacionadas nas ilhas foi ordenada, como parte da rendição do Japão. No entanto, algumas das forças das guarnições ignoraram esta ordem, e continuaram a resistir à ocupação soviética.
De 22 a 28 de Agosto, tropas da Área de Defesa de Kamchatka ocuparam as Ilhas Curilas desde o norte de Urup.
Após 4 de setembro, as forças soviéticas ocuparam o resto das Ilhas Curilas sem mais resistência.
As ilhas permaneceram parte da Rússia após a dissolução da União Soviética.